# Ya Dố
Ya Dố (hay Yă Dố, 1765 - 1795), còn được gọi là Cô Hầu Đốc Tướng; là vợ thứ của thủ lĩnh Nguyễn Nhạc, và là
người lo việc cung cấp lương thực trong buổi đầu của cuộc khởi nghĩa Tây Sơn ở thế kỷ 18 tại Việt Nam.

## Tiểu sử
Bà là người dân tộc Ba Na, quê ở Plây Đê Hmâu (nay thuộc xã Đông, huyện Kbang, tỉnh Gia Lai).
Mẹ mất sớm, bà ở cùng cha. Cha bà (không rõ họ tên) là một tộc trưởng Plây Đê Hmâu giàu có, khỏe mạnh, và là một xạ thủ danh tiếng trong vùng. Lớn lên, Ya Dố vừa xinh đẹp, vừa giỏi võ nghệ (nhờ cha dạy), lại thạo việc ruộng rẫy và có uy tín với dân làng.

## Tham gia phong trào Tây Sơn
Năm 1771, Nguyễn Nhạc cùng với 2 em (Nguyễn Lữ và Nguyễn Huệ) phất cờ nổi dậy ở Tây Sơn (Bình Định) chống lại chính quyền Trương Phúc Loan. Lực lượng ban đầu của nghĩa quân chủ yếu là người Thượng. Biết uy tín của tộc trưởng Plây Đê Hmâu đối với dân, thủ lĩnh Nguyễn Nhạc nhiều lần đến viếng thăm, rồi xin cưới Ya Dố làm vợ thứ để phát triển lực lượng.
Trong buổi đầu, nghĩa quân Tây Sơn gặp rất nhiều khó khăn, trong đó có vấn đề lương thực. Vì vậy, bà Ya Dố đã đưa người đến Tú Thủy (nay thuộc xã Nghĩa An, huyện Kbang, tỉnh Gia Lai) khai hoang, tạo một cánh đồng rộng hơn 20 mẫu để trồng lúa, bắp...
Khi Nguyễn Nhạc xưng đế (lấy hiệu là Thái Đức, 1778), Ya Dố được đón về Quy Nhơn phong làm thứ phi. Nhưng vì quen với cuộc sống tự do nơi rừng núi, nên bà xin trở về với ruộng đồng.
Năm 1793, chồng bà chết vì uất ức, sau khi bị quân của vua Cảnh Thịnh (con Nguyễn Huệ, gọi ông bằng bác) chiếm đóng Hoàng thành (Quy Nhơn) và vơ vét sạch kho tàng. Sau khi vua Thái Đức là Nguyễn Nhạc mất, Nguyễn Bảo (con cả của Nguyễn Nhạc) được vua Cảnh Thịnh phong làm Hiếu Công, cho ăn lộc một huyện Phù Ly, và gọi là Tiểu triều. Năm 1797, Nguyễn Bảo bị vua Cảnh Thịnh sai người dìm xuống sông giết chết, vì đã sắp đặt kế hoạch đầu hàng chúa Nguyễn Phúc Ánh nhưng bị bại lộ. Theo 2 tác giả Cao Tự Thanh và Nguyễn Văn Chương trong tác phẩm "Từ Đồng Cô Hầu đến vườn cam Tây Sơn", thì sau sự việc Nguyễn Bảo bị giết này, vì lo sợ Chánh cung của vua Thái Đức là Trần Thị Huệ liền đem hai con nhỏ là Nguyễn Văn Đức và Nguyễn Văn Lương lên Mộ Điểu nhờ bà Ya Dố che chở. Tuy nhiên, sách Nhà Tây Sơn không có chi tiết này mà chỉ ghi rằng "bà Chánh cung họ Trần đem hai con nhỏ về sống nơi quê hương Kiên Mỹ (là một làng quê nằm về phía tả ngạn sông Kôn, nay thuộc huyện Tây Sơn) để tiệc việc hương khói cho chồng (vua Thái Đức). Về sau, theo Nguyễn Q. Thắng – Nguyễn Bá Thế, thì Nguyễn Văn Đức, Nguyễn Văn Lương và Nguyễn Văn Đâu (con Văn Đức) đều bị bắt vào năm 1831, và đều bị vua Minh Mạng ra lệnh chém ngang lưng. Bà Ya Dố mất năm 1795.
Tuy nhiên, cũng theo 2 tác giả Cao Tự Thanh và Nguyễn Văn Chương thì bà Ya Dố vẫn còn sống sau khi nhà Tây Sơn sụp đổ (1802). Sau đó, tướng Võ Văn Dũng có tìm đến Ya Dố, và đề nghị bà chiêu binh khôi phục lại sự nghiệp của chồng, nhưng bà từ chối. Không thuyết phục được bà, tướng Dũng từ tạ ra đi... Về phần Võ Văn Dũng, sử nhà Nguyễn chép rằng, ngày 2 tháng 11 năm 1802, Võ Văn Dũng bị giết cùng với nhiều tướng lĩnh Tây Sơn khác. Tuy nhiên, một số tài liệu khác lại nói rằng ông đã chạy thoát được. Sau, ông quay về vùng An Khê (nay thuộc Gia Lai) sống ở đó cho đến năm 90 tuổi mới mất.

## Ghi nhận công lao
Như đã nói ở trên, để có đủ lương thực cho đội ngũ nghĩa quân ngày càng đông, bà Ya Dố đã tổ chức việc khai hoang ở Tú Thủy, tạo một cánh đồng rộng hơn 20 mẫu, mà ngày nay vẫn còn dấu vết của bờ ruộng. Nơi sản xuất ấy được nhân dân gọi là "Cánh đồng Cô Hầu" (vì bà từng được dân gian gọi là "Cô Hầu Đốc Tướng") để ghi nhớ đóng góp to lớn của bà và người Ba Na đối với cuộc khởi nghĩa Tây Sơn.
Và không chỉ khai hoang làm ra lúa và bắp, bà Yă Dố còn tổ chức trồng những vườn cam, vườn mít ở các vùng Vĩnh Sơn (Bình Định), Kông Hà Nừng (Gai Lai), Kông Chơ Vi (An Khê)...Ở xã Đông (tức Plây Đê Hmâu xưa) còn những cây mít cổ thụ rất sai trái. Ở Kông Hà Nừng cũng như ở Vĩnh Sơn, còn nhiều vườn cam rộng. Theo người xưa truyền lại, thì tất cả đều do bà Ya Dố mua giống từ dưới xuôi mang lên trồng, để lấy trái bồi dưỡng cho nghĩa quân. Những vườn cam ấy đến nay vẫn được gọi là "vườn cam Tây Sơn".

## Thông tin liên quan
Theo Quách Tấn, thì phía trong Tú Thủy chừng 12 cây số có làng Cổ Yêm. Tuy là một làng thượng du nhưng đất đai bằng phẳng, rộng đến 5.600 mẫu. Giữa cánh đồng đột khởi một ngọn núi, không lớn lắm và cao chỉ độ 300 mét. Lưu truyền rằng Cổ Yêm xưa kia là một cánh rừng mênh mông. Tên rừng có tên là Mộ Điểu vì ban đêm chim về nghỉ từng bầy, và kêu vang dậy. Sau khi lôi kéo được người Thượng theo mình, Nguyễn Nhạc đã dùng Mộ Điểu làm căn cứ quân sự, và bà Ya Dố đã tổ chức canh tác ở đây. Dinh trại của Nguyễn Nhạc đóng trên núi. Năm 1778, Nguyễn Nhạc lên ngôi Hoàng Đế ở Đồ Bàn (Quy Nhơn), thì núi ấy được tôn xưng là núi Hoàng Đế, vì được coi như là nơi phát tích nhà Tây Sơn.